# Bataille de Mucojo
 (février 2025).
Insurrection djihadiste au Mozambique

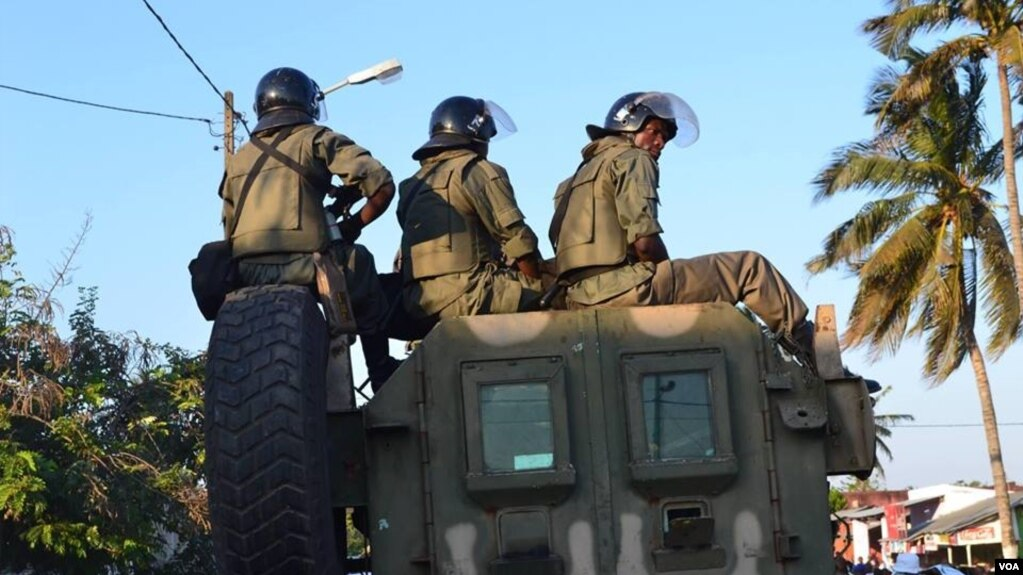

La bataille de Mucojo est un engagement militaire entre des militants anti-islamistes non identifiés, des affiliés de l'État islamique et les forces armées du Mozambique dans la ville côtière de Mucojo pendant l'insurrection djihadiste au Mozambique. Il a débuté le 22 avril 2021 lorsque des militants anti-islamistes ont pris le contrôle de Mucojo et des villages voisins, dont Lumumua. Les militants ont commencé à tuer à tour de bras[style à revoir] près de Mucojo après que l'armée mozambicaine a repris de nombreux villages près de Mucojo.

## Déroulement
Le 22 avril 2021, des militants ont pris et occupé la ville de Mucojo et Pangane, les militaires mozambicains ayant repris les villes. Le village était assiégé par les troupes mozambicaines et rwandaises depuis mai 2021.
Le 28 août, des militants d'un groupe inconnu ont attaqué et réoccupé la ville de Mucojo. Selon certaines informations, la ville et un village voisin ont été capturés, ce qui a été confirmé par l'armée mozambicaine. Les militants ont été identifiés comme anti-islamiste car ils ont décapité un imam islamique. Les militants ont continué à tuer des civils et à décapiter des pêcheurs. Des membres de l'État islamique et d'Ansar al-Sunna ont attaqué Mucojo et tué la plupart des militants anti-islamistes de Mucojo et de la ville voisine de Quiterajo. Le maire de la ville a ensuite été tué par les militants islamistes, qui l'ont décapité. L'armée mozambicaine a ensuite repris le village, mais il a été reconquis par les militants islamistes lorsque les membres d'Al-Shabab se sont retirés de Tanzanie pour se rendre à Mucojo. Les militants ont ensuite brûlé le village, détruisant 164 maisons.
Le 9 septembre, des militants ont attaqué et occupé Oluma, un village situé près de Mucojo. L'île de Vamize a également été occupée par des militants, au large de Mucojo.
Le 30 septembre et tout au long du 8 octobre, les militants avaient entièrement occupé tous les villages proches de Mucojo. Le 26 octobre, les militants de Mucojo ont commencé une offensive vers le sud de la Tanzanie. Le 29 octobre, les forces mozambicaines et rwandaises ont capturé tout Mucojo, mettant fin à l'occupation.
Lors d'une interview en 2022, un ancien résident de Mucojo a déclaré que "les combats étaient toujours en cours".